# Embraer 175-E2
Dimensions
L'Embraer 175-E2 est un avion à fuselage étroit produit par le constructeur aérien Embraer. Il s'agit d'une version améliorée de l'actuel Embraer 175. Il est prévu pour entrer en service en 2021. Il pourra embarquer de 80 à 90 passagers sur 3 820 km. Il sera propulsé par deux réacteurs Pratt & Whitney PW1700G.

## Commandes
L'appareil a déjà engrangé 150 commandes : 100 de SkyWest Airlines et 50 de Trans States Holding.